# Fieseler Fi 97
Das viersitzige Sportflugzeug Fieseler Fi 97 wurde 1933/34 bei der Fieseler Flugzeugbau GmbH in Kassel gebaut. Es war eines von drei Mustern, die das Reichsluftfahrtministerium (RLM) Ende 1933 besonders für die Teilnahme am Europarundflug 1934 (Challenge de Tourisme International) mit jeweils fünf oder sechs Stück in Auftrag gegeben hatte. Die Konkurrenten waren Klemm mit der Kl 36 und die Bayerischen Flugzeugwerke mit der Bf 108. Besonderer Wert war auf hohe Reisegeschwindigkeit gelegt worden, bei gleichzeitig kürzestmöglichen Start- und Landestrecken. Das Leergewicht war auf 560 kg begrenzt.

## Entstehungsgeschichte
Die Anfänge des Vorhabens gingen bis in den Herbst 1932 zurück. Im Haushalt des Reichsverkehrsministeriums war bereits ein Posten für die Weiterentwicklung der Flugzeuge vom Wettbewerb 1932 für den gleichen im Jahr 1934 vorgesehen. Das ein halbes Jahr später entstandene RLM führte diese Absicht fort, nun allerdings mit erheblich größeren Mitteln. Warum aber Fieselers Firma, wie er in seinem Buch beschreibt, den Auftrag um zwei bis drei Monate später als die beiden Konkurrenzfirmen erhalten hatte, konnte bisher nicht geklärt werden. Auf jeden Fall standen seiner Firma für Konstruktion, Bau der fünf Flugzeuge, ihre Erprobung und Zulassung praktisch nur sieben Monate zur Verfügung. Die damals noch mit Schwierigkeiten kämpfende und ziemlich kleine Firma nahm die Herausforderung und gleichzeitig große Chance dennoch an. Geleitet vom Technischen Direktor Erich Bachem, mit Kurt Arnolt als Chefkonstrukteur sowie Dr. Ing. Kurt Hohenemser als Aerodynamiker, gelang es, allerdings nur mit Mühe, die Flugzeuge rechtzeitig zum Termin fertigzustellen. Wie vom RLM gefordert, wurden sogar zwei verschiedene Motoren eingebaut und erprobt sowie zwei unterschiedliche Flügelformen mit hochwirksamen Auftriebshilfen entwickelt und untersucht. So weit von Bildern erkennbar, wurde aber schließlich bei allen fünf Flugzeugen die gleiche Ausführung der Tragflächen verwendet. Nach Anspannung aller Kräfte standen sie pünktlich zum Einfliegen bereit. Den Erstflug mit dem ersten fertig gewordenen Flugzeug machte Gerhard Fieseler selbst, ebenso viele der sich anschließenden Versuchsflüge nach den immer wieder erforderlichen Änderungen. Den als Wettbewerbspiloten vorgesehenen Flugzeugführern aber blieb zum Vertrautmachen am Ende nur sehr wenig Zeit. Umso höher sind ihre nachher erbrachten Leistungen zu bewerten. Sie überführten dann ihre Flugzeuge zum Startort Warschau. Nach einer vorherigen Zwischenlandung in Posen, wo sich alle deutschen Teilnehmer versammelten, trafen sie dort gemeinsam ein.

## Die Flugzeuge und ihre Piloten
| Wettbewerbs- nummer | Kennzeichen | Motor   | Flugzeugführer      |
| ------------------- | ----------- | ------- | ------------------- |
| 17                  | D-IVIF      | HM 8 U  | Wolf Hirth          |
| 18                  | D-IBYR      | As 17 A | Walter Bayer        |
| 19                  | D-IPUS      | As 17 A | Hans Seidemann      |
| 21                  | D-IZUH      | HM 8 U  | Gerhard Hubrich     |
| 22                  | D-IDAH      | HM 8 U  | Dr. Georg Pasewaldt |

## Der Wettbewerb
Warschau war Austragungsort, weil nach der Ausschreibung dasjenige Land den Wettbewerb auszurichten hatte, aus dem der Sieger des letzten Vergleichs stammte. Am 28. August 1934 mussten die Teilnehmer bis 12 Uhr gelandet sein. Die drei deutschen Gruppen waren es, wobei allerdings nur von der Fi 97 alle fünf da waren, während bei beiden Konkurrenten je ein Flugzeug fehlte. Am selben Tag begannen die technischen Prüfungen, wie Prüfung der Einhaltung des Gewichts und der Ausrüstung, Beurteilung der Bequemlichkeit und Anordnung der Sitze, Dauer des Anklappens der Flächen und der Wiederaufrüstung sowie vieles andere, was sich alles mit Punktzugaben oder -abzügen bemerkbar machte. Anschließend wurden Höchst- und Niedrigstgeschwindigkeit ermittelt und die Länge der Start- und Landestrecken beim An- bzw. Abfliegen über ein in 8 m Höhe quergespanntes und mit Wimpeln gekennzeichnetes Seil. Bei dieser Prüfung schnitt von den deutschen Flugzeugen die Fi 97 am besten ab.
Der anschließende Streckenflug führte insgesamt rund 9500 km weit über Deutschland, Belgien, Frankreich, Spanien, Marokko, Algerien, Tunesien, Italien, Jugoslawien, Österreich und die Tschechoslowakei wieder zurück nach Warschau, wo der Flug am 14. September endete. Als bester Deutscher landete Seidemann mit seiner Fi 97 hinter zwei Polen auf Platz 3. Auch alle anderen vier Fieseler-Flugzeuge waren auf den Plätzen 9 (Dr. Pasewaldt), 12 (Bayer), 13 (Hirth) und 16 (Hubrich) gut im Ziel.
Die drei an dem Wettbewerb beteiligten deutschen Flugzeughersteller sollten sich ein Jahr später bei der Ausschreibung für ein Verbindungsflugzeug für die Luftwaffe erneut als Konkurrenten gegenüberstehen.

## Technische Beschreibung
Der viersitzige Tiefdecker mit geschlossener Kabine (Haube nach hinten aufschiebbar) hatte einen Rumpf bestehend aus einem geschweißten Stahlrohrgerüst rechteckigen Querschnitts, das mit Formleisten in eine runde Form gebracht und mit Stoff bespannt war. Motorbereich und Vorderteil waren mit leicht abnehmbaren Leichtmetallblechen verkleidet.
Das dreiteilige Tragwerk bestand aus einem mit dem Rumpf verschraubten Mittelstück aus verschweißten Stahlrohren, an dem die stark gepfeilten, ganz aus Holz gebauten Außenflügel mit deutlicher V-Stellung angesetzt waren. Die kraftschlüssige Verbindung ergaben zwei von oben einsteckbare Passbolzen, nach deren Lösen die Flügel gedreht und nach hinten seitlich an den Rumpf angelegt werden konnten. Als Auftriebshilfen waren an der Vorderkante im Querruderbereich anscheinend mechanisch betätigte Handley-Page-Lachmann-Vorflügel angebracht, während an der Hinterkante über die ganze Spannweite reichende, bei Fieseler als Rollflügel bezeichnete, nach hinten und unten ausfahrende Landeklappen großer Tiefe in Fowlerart die Flügelfläche und die Profilwölbung vergrößerten. Sie wurden in Schienen geführt, die auf den Bildern gut zu sehen sind.
Beim Leitwerk waren alle Bauweisen vertreten. Die Seitenflosse, als Bestandteil des Rumpfgerüsts, war wie dieses aus geschweißten Stahlrohren aufgebaut. Das Höhenleitwerk bildete eine ganz aus Holz gefertigte, gegen Rumpf und Seitenleitwerk verspannte und im Fluge verstellbare Flosse, zusammen mit einem als Leichtmetallgerippe ausgeführten Höhenruder. Genauso war auch das Seitenruder aufgebaut. Alle hatten Stoffbespannung. Die Querruder konnten wegen der darunter angeordneten Landeklappe jeweils nur nach oben ausgeschlagen werden, sodass ihre Wirkung nur schwach war.
Das Fahrwerk mit ölgedämpften langhubigen Federbeinen war besonders stabil gehalten, um die zu erwartenden sehr harten Landungen mit hoher Sinkgeschwindigkeit aufnehmen zu können. Dazu kam ein schwenkbarer Schleifsporn.
Als Antrieb wurden zwei für diesen Wettbewerb auch neu konstruierte Motoren eingebaut. Zwei der Flugzeuge besaßen den hängenden, luftgekühlten 6-Zylinder Argus As 17 A mit 225 PS, die anderen drei den ebenfalls luftgekühlten 8-Zylinder Hirth HM 8 U mit 250 PS. Trotz der auch für sie nur kurzen Erprobungszeit trat bei keinem von ihnen in den fünf Fi 97 eine wesentliche Störung auf.

## Technische Daten

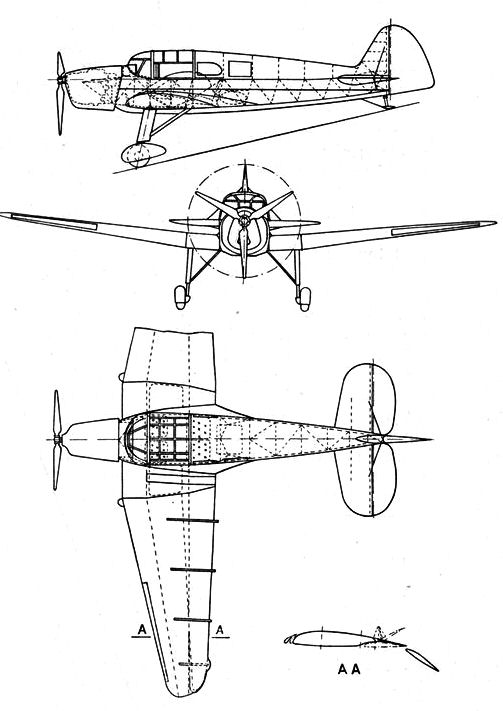
Dreiseitenansicht Fieseler Fi 97

| Hersteller:       | Fieseler                                        |
| Baumuster:        | Fi 97                                           |
| Bauform:          | Tiefdecker                                      |
| Bauart:           | freitragend                                     |
| Verwendungszweck: | Sport, Reise                                    |
| Motor:            | Argus As 17 A, 225 PS oder Hirth HM 8 U, 250 PS |
| Besatzung:        | 1 Pilot, 3 Fluggäste                            |

## Weitere technische Details
| Kenngröße                        | Daten        |
| -------------------------------- | ------------ |
| Abmessungen:                     |              |
| Spannweite                       | 10,70 m      |
| Länge, gr.                       | 8,24/8,04 m  |
| Höhe, gr.                        | 2,36/2,76 m  |
| Radspur                          | 2,60 m       |
| Bereifungsart                    | Niederdruck  |
| Reifengröße                      | 465x165      |
| Radbremse                        | mechanisch   |
| Inhalt der Kraftstoffbehälter    | 230 l        |
| Inhalt des Schmierstoffbehälters | 25 l         |
| Flächeninhalte:                  |              |
| Tragfläche mit Querruder         | 15,30 m²     |
| Querruder, ges.                  | 1,02 m²      |
| Höhenleitwerk                    | 3,06 m²      |
| Seitenleitwerk                   | 1,53 m²      |
| Landeklappen, ges.               |              |
| Tragfläche:                      |              |
| Umriss                           | trapezförmig |
| Pfeilung                         | 13,5°        |
| V-Form                           | 6°           |

| Kenngröße            | Daten                                                   |
| -------------------- | ------------------------------------------------------- |
| mittl. Flächentiefe  | 1,43 m                                                  |
| Flügelstreckung      | 7,5                                                     |
| Gewichte:            |                                                         |
| Rüstgewicht          | 560 kg                                                  |
| Zuladung             | 490 kg                                                  |
| Fluggewicht          | 1050 kg                                                 |
| Zuladung/Rüstgewicht | 0,87                                                    |
| Luftschraube:        |                                                         |
| Bauart               | Starrschraube                                           |
| Antrieb              | direkt/untersetzt                                       |
| Durchmesser          | 2,2 m                                                   |
| Blattzahl            | 2 bzw. 3                                                |
| Baustoff             | Elektron                                                |
| Drehsinn             | rechts                                                  |
| Schraubenfläche      | 3,80 m²                                                 |
| Baustoffe:           |                                                         |
| Tragwerk             | Holzgerippe, stoffbespannt                              |
| Rumpfwerk            | Stahlrohrgerüst, stoffbespannt                          |
| Leitwerk             | Höhenflosse Holz, HR und SR Leichtmetall, stoffbespannt |

| Kenngröße                | Daten       |
| ------------------------ | ----------- |
| Leistungen:              |             |
| Flugdauer                | 4,5 h       |
| Flugweite                | 1200 km     |
| Kraftstoffverbrauch bei  | 23 l/100 km |
| 15 % Leistungsdrosselung |             |
| Höchstgeschwindigkeit    | 250 km/h    |
| Reisegeschwindigkeit     | 220 km/h    |
| Landegeschwindigkeit     | 58 km/h     |
| Startstrecke             | ca. 70 m    |
| Landestrecke             | ca. 40 m    |
| Dienstgipfelhöhe         | 7300 m      |
| Steigzeiten auf          |             |
| 1000 m                   | 1,8 min     |
| Dienstgipfelhöhe         | 35 min      |
| Steiggeschwindigkeit     |             |
| in Bodennähe             | 5,60 m/s    |
| Tragflächenbelastung     | 68,50 kg/m² |
| Leistungsbelastung       | 5,25 kg/PS  |
| Flächenleistung          | 13,10 PS/m² |
| Schraubenflächenleistung | 52,8 PS/m²  |